# Ordinariato militar de Lituania
El ordinariato militar de Lituania (en lituano: Lietuvos kariuomenės ordinariatas) es una circunscripción eclesiástica de la Iglesia católica en Lituania. Se trata de un ordinariato militar latino, inmediatamente sujeto a la Santa Sede. Desde el 5 de abril de 2013 es sede vacante y su administrador apostólico es el arzobispo Gintaras Grušas.

## Territorio y organización
El ordinariato militar tiene jurisdicción personal peculiar ordinaria y propia sobre los fieles católicos militares de rito latino (y otros fieles definidos en los estatutos), incluso si se hallan fuera de las fronteras del país, pero los fieles continúan siendo feligreses también de la diócesis y parroquia de la que forman parte por razón del domicilio o del rito, pues la jurisdicción es cumulativa con el obispo del lugar. Los cuarteles y los lugares reservados a los militares están sometidos primera y principalmente a la jurisdicción del ordinario militar, y subsidiariamente a la jurisdicción del obispo diocesano cuando falta el ordinario militar o sus capellanes. El ordinariato tiene su propio clero, pero los obispos diocesanos le ceden sacerdotes para llevar adelante la tarea de capellanes militares de forma exclusiva o compartida con las diócesis. 
La sede del ordinariato militar se encuentra en la ciudad de Vilna, en donde se halla la Catedral de San Ignacio de Loyola.
En 2023 en el ordinariato militar existían 17 parroquias.
El ordinariato militar se divide en 5 capellanías:
- Capellanía de San Ignacio, para los miembros del Ministerio de Defensa Nacional y otras dependencias;
- Capellanía del Ejército, para los miembros de las Fuerzas Terrestres Lituanas;
- Capellanía de la Fuerza Aérea, para los miembros de la Fuerza Aérea Militar Lituana;
- Capellanía Naval, para los miembros de la Fuerza Naval Lituana;
- Capellanía de San Arcángel , para los miembros de la Fuerza de Operaciones Especiales Lituanas.

## Historia

### Antecedentes
La relación entre Lituania y la Santa Sede fue regulada por el concordato de 1927. La Santa Sede no reconoció la ocupación de Lituania por parte de la Unión Soviética en 1940 y el concordato se mantuvo en vigor. 
Mediante la promulgación de la constitución apostólica Spirituali Militum Curae por el papa Juan Pablo II el 21 de abril de 1986 los vicariatos militares fueron renombrados como ordinariatos militares o castrenses y equiparados jurídicamente a las diócesis. Cada ordinariato militar se rige por un estatuto propio emanado de la Santa Sede y tiene a su frente un obispo ordinario nombrado por el papa teniendo en cuenta los acuerdos con los diversos Estados. 

### Ordinariato militar
Después de que Lituania declarara su independencia el 11 de marzo de 1990, restableció relaciones diplomáticas oficiales con la Santa Sede y celebró tres acuerdos el 5 de mayo de 2000. Uno de estos acuerdos se refería a los servicios pastorales a los miembros de las Fuerzas Armadas de Lituania y acordó el establecimiento de un ordinariato militar. Este acuerdo se inspiró en el acuerdo para establecer el ordinariato militar de Croacia en 1997. Según el acuerdo, el ordinariato es establecido por la Santa Sede y está dirigido por un ordinario militar designado por la Santa Sede. El ordinario nombra capellanes militares. El Ministerio de Defensa Nacional proporciona fondos para el ordinariato y los capellanes militares. Los acuerdos fueron ratificados y entraron en vigor en septiembre de 2000. 
El ordinariato militar fue erigido el 25 de noviembre de 2000 mediante la bula Christi discipuli del papa Juan Pablo II.
Desde el desde el 5 de abril de 2013 la sede está vacante al ser nombrado el ordinario militar como arzobispo de Vilna.

## Estadísticas
Según el Anuario Pontificio 2024 el ordinariato militar en 2023 tenía 13 sacerdotes y 1 diácono permanente.
| Año                                                                             | Población            | Población | Población      | Sacerdotes | Sacerdotes    | Sacerdotes    | Bautizados por sacerdote | Diáconos permanentes | Religiosos | Religiosos | Parroquias |
| Año                                                                             | Bautizados católicos | Total     | % de católicos | Total      | Clero secular | Clero regular | Bautizados por sacerdote | Diáconos permanentes | Varones    | Mujeres    | Parroquias |
| ------------------------------------------------------------------------------- | -------------------- | --------- | -------------- | ---------- | ------------- | ------------- | ------------------------ | -------------------- | ---------- | ---------- | ---------- |
| 2001                                                                            |                      |           |                | 5          | 5             |               |                          |                      |            |            |            |
| 2002                                                                            |                      |           |                | 16         | 15            | 1             |                          |                      | 1          |            |            |
| 2003                                                                            |                      |           |                | 17         | 16            | 1             |                          |                      | 1          |            |            |
| 2004                                                                            |                      |           |                | 17         | 16            | 1             |                          |                      | 1          |            |            |
| 2013                                                                            |                      |           |                | 11         | 11            |               |                          |                      |            |            | 11         |
| 2016                                                                            |                      |           |                | 12         | 12            |               |                          |                      |            |            | 15         |
| 2019                                                                            |                      |           |                | 13         | 13            |               |                          | 2                    |            |            | 15         |
| 2021                                                                            |                      |           |                | 12         | 12            |               |                          | 1                    |            |            | 17         |
| 2023                                                                            |                      |           |                | 13         | 13            |               |                          | 1                    |            |            | 17         |
| Fuente: Catholic-Hierarchy, que a su vez toma los datos del Anuario Pontificio. |                      |           |                |            |               |               |                          |                      |            |            |            |

## Episcopologio
- Eugenijus Bartulis (25 de noviembre de 2000-19 de junio de 2010 renunció)
- Gintaras Grušas (19 de junio de 2010-5 de abril de 2013 nombrado arzobispo de Vilna)
  - Sede vacante (desde 2013)
  - Gintaras Grušas, desde el 5 de abril de 2013 (administrador apostólico)